# Rapax Team
Rapax Team ist ein italienisches Motorsportteam. Das Team wurde 2000 vom dreimaligen Formel-1-Weltmeister Nelson Piquet unter dem Namen Piquet Sports gegründet. 2007 fusionierte der Rennstall mit GP Racing zu Minardi Piquet Sports. Nachdem man 2008 wieder zum Namen Piquet Sports zurückgekehrt worden war, nannte man sich 2009 in Piquet GP um. Ende 2009 wurde das Team schließlich in Rapax Team umbenannt.

## Geschichte

### 2000–2004: Gründung und anfängliche Erfolge in der Formel 3

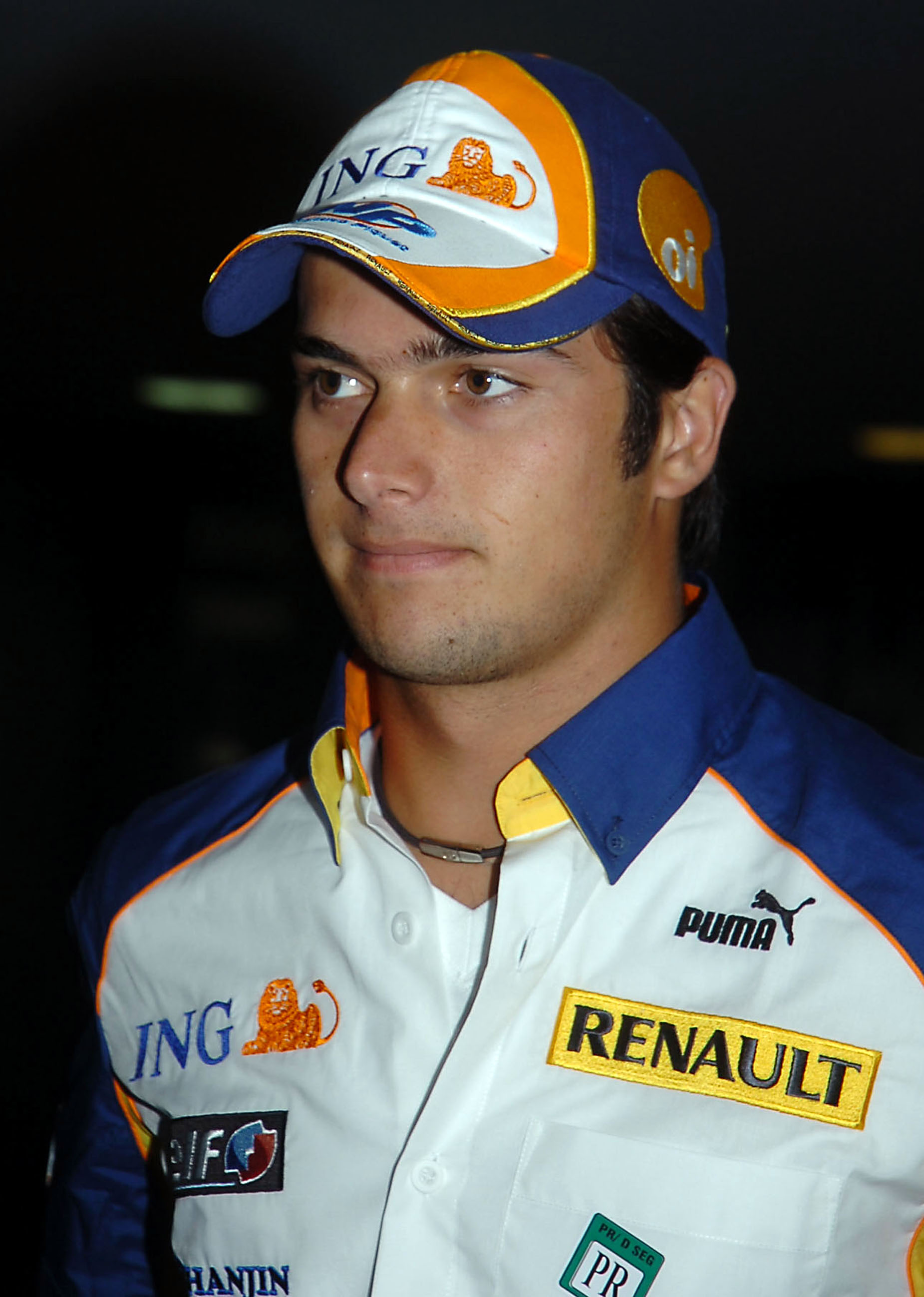
Nelson Piquet junior gewann für Piquet Sports die Meistertitel der südamerikanischen und britischen Formel 3.

Piquet Sports wurde 2000 vom Brasilianer Nelson Piquet, dreifacher Formel-1-Weltmeister, gegründet um seinem Sohn Nelson Piquet jr. Rennerfahrungen im Formelsport zu ermöglichen. Als Teammanager wurde Filipe Vargas engagiert. Zuerst trat man in der südamerikanischen Formel-3-Meisterschaft an, wo Piquet jr. in seinem ersten Rennen zweiter wurde und vier Rennen später in Cascavel gewann. Piquet jr. beendete die Meisterschaft mit 77 Punkten auf dem fünften Platz, das Team wurde ebenfalls mit 77 Punkten Vierter in der Teamwertung.
Das Team blieb im folgenden Jahr in der südamerikanischen Formel-3-Meisterschaft, in der man 13 von 18 Rennen gewann. Mit 296 Punkten gewann Piquet jr. den Fahrertitel und Piquet Sports den Teamtitel. Piquet jr. hatte auf seinen nächsten Gegner Danilo Dirani einen Vorsprung von über 100 Punkten. 2003 wechselte man von der südamerikanischen Formel-3-Meisterschaft in die britische Formel-3-Meisterschaft. Das Team zeigte in seiner Debütsaison eine gute Leistung. Piquet jr. gewann sechs Rennen, stand bei fünf weiteren Rennen auf dem Podium und erzielte insgesamt 231 Punkte. In der Meisterschaft wurde er Dritter hinter dem Meister Alan van der Merwe und dem Zweiten Jamie Green.
Das Team startete 2004 mit Piquet jr. in die zweite Saison in der britischen Formel-3-Meisterschaft. Außerdem ging man mit Alexandre Sarnes Negrão in der südamerikanischen Formel-3-Meisterschaft an den Start. Beide Fahrer gewannen den Titel in ihrer Meisterschaft und gewannen zusammen 16 Rennen.

### 2005 –: GP2-Serie
2005 stieg das Team in die neugegründete GP2-Serie, der Nachfolgeserie der Formel 3000, auf. Man kooperierte mit dem britischen Team Hitech Racing und startete unter dem Namen HiTech/Piquet Racing in die Saison. Das Fahrerduo bildeten die beiden Meister Piquet jr. und Negrão. Piquet jr. gewann das Hauptrennen in Spa-Francorchamps und bescherte dem Team den ersten Sieg in der neuen Serie. In der Teamwertung belegte man am Saisonende den sechsten Platz.
Nachdem die Kooperation mit Hitech Racing bereits zur Mitte der letzten Saison beendet worden war, startete das Team 2006 unter dem Namen Piquet Sports. Man setzte weiterhin auf das Duo Piquet jr. und Negrão. Piquet jr. gewann vier Rennen und erreichte dabei als erster Fahrer überhaupt in Budapest ein Rennwochenende, bei dem er die maximale Punktzahl erzielte. In der Fahrerwertung musste sich Piquet jr. schließlich Lewis Hamilton geschlagen geben und wurde Vizemeister. Piquet Sports ereilte dasselbe Schicksal und wurde von Hamiltons Team ART Grand Prix auf Platz zwei der Teamwertung verwiesen. Negrão konnte in beiden Saisons nicht mit der Leistung seines Teamkollegen mithalten und erzielte nur vereinzelt Punkte.
Zur Saison 2007 fusionierte Piquet Sports mit GP Racing by Minardi und das Team wurde in Minardi Piquet Sports umbenannt. Nachdem Piquet jr. das Team in Richtung des Formel-1-Teams von Renault verlassen hatte, wurde Roldán Rodríguez als Teamkollege von Negrão verpflichtet. Die beste Platzierung erzielte diesmal Negrão der beim Sprintrennen in Istanbul Zweiter wurde. Auch Rodríguez erreichte eine Podest-Platzierung. Da die beiden Fahrer ansonsten selten Punkte einfuhren, belegte Minardi Piquet Sports am Saisonende den elften Gesamtrang.

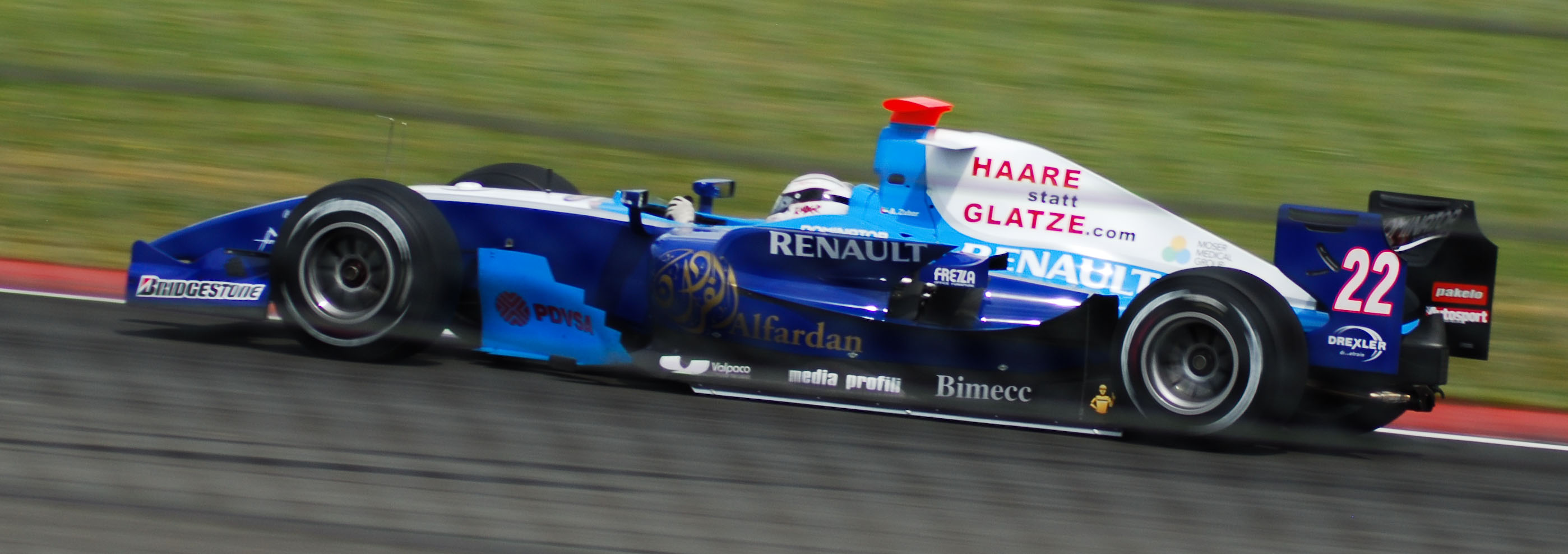
Piquet Sports-Fahrer Andreas Zuber auf dem Silverstone Circuit in der GP2-Serie 2008.

2008 wechselte das Team den Namen zurück zu Piquet Sports und nahm außerdem an der ersten Saison der neuen GP2-Asia-Serie teil. Als Fahrer wurden Marcello Puglisi und Marco Bonanomi verpflichtet. Während Puglisi keine Punkte holen konnte, gewann Bonanomi das Sprintrennen in Dubai. Es war der erste Sieg in der GP2-Asia-Serie und zudem der erste Sieg, der nicht von Piquet jr. erzielt wurde.
In der europäischen Hauptserie verpflichtete man für die Saison 2008 die erfahrenen Fahrer Andreas Zuber und Pastor Maldonado. Beide Piloten erzielten zusammen zehn Podest-Platzierungen, darunter ein Sieg von Maldonado in Spa-Francorchamps. In der Teamwertung belegte man den dritten Platz, die zweitbeste Platzierung in der noch jungen GP2-Vergangenheit.
Nach Ablauf der Saison änderte erneut den Namen und geht seitdem als Piquet GP an den Start. In der zweiten Saison der GP2-Asia-Serie wechselte man erneut die Fahrer. Roldán Rodríguez kehrte zum Team zurück. Sein Teamkollege wurde der Brasilianer Diego Nunes. Insgesamt gewann das Team drei Rennen. Nunes gewann zwei, Rodríguez ein Rennen. In der Teamwertung gewann man hinter DAMS die Vizemeisterschaft. Für die GP2-Serie 2009 wurde Nunes durch dessen Landsmann Alberto Valerio ersetzt. Mit einem Sieg, den Valerio in Silverstone holte, belegte Piquet GP am Saisonende den siebten Platz in der Teamwertung.
Für die GP2-Asia-Serie-Saison 2009/2010 wurden Vladimir Arabadzhiev und Daniel Zampieri verpflichtet. Nach dem ersten Rennwochenende entschied sich der Rennstall für einen weiteren Namenswechsel und man wird von nun an unter dem Namen Rapax Team an den Start gehen. Der Name orientiert sich an der Bezeichnung für die 21. römische Legion unter Kaiser Augustus, dessen Motto veni vincere (ich kam, um zu siegen) war.